# Katun Reževići
Katun Reževići este un sat din comuna Budva, Muntenegru. Conform datelor de la recensământul din 2003, localitatea are 45 de locuitori (la recensământul din 1991 erau 57 de locuitori).

## Demografie
În satul Katun Reževići locuiesc 38 de persoane adulte, iar vârsta medie a populației este de 49,5 de ani (43,0 la bărbați și 55,0 la femei). În localitate sunt 17 gospodării, iar numărul mediu de membri în gospodărie este de 2,47.
Populația localității este foarte eterogenă.
|  |

| Demografie | Demografie | Demografie |
| An         | Locuitori  | Locuitori  |
| ---------- | ---------- | ---------- |
|            |            |            |
|            |            |            |
|            |            |            |
|            |            |            |
| 1948       | 43         |            |
| 1953       | 60         |            |
| 1961       | 38         |            |
| 1971       | 64         |            |
| 1981       | 46         |            |
| 1991       | 57         | 57         |
| 2003       | 45         | 45         |

| \| Componența etnică conform recensământului din 2003[2] \| Componența etnică conform recensământului din 2003[2] \| Componența etnică conform recensământului din 2003[2] \| Componența etnică conform recensământului din 2003[2] \| Componența etnică conform recensământului din 2003[2] \| \| ----------------------------------------------------- \| ----------------------------------------------------- \| ----------------------------------------------------- \| ----------------------------------------------------- \| ----------------------------------------------------- \| \| \| \| \| \| \| \| Sârbi \| Sârbi \| \| 24 \| 53,33% \| \| Muntenegreni \| Muntenegreni \| \| 19 \| 42,22% \| \| Iugoslavi \| Iugoslavi \| \| 1 \| 2,22% \| \| necunoscută \| necunoscută \| \| 0 \| 0% \| |              |  |    |        |
| Componența etnică conform recensământului din 2003 |              |  |    |        |
| |              |  |    |        |
| Sârbi | Sârbi        |  | 24 | 53,33% |
| Muntenegreni | Muntenegreni |  | 19 | 42,22% |
| Iugoslavi | Iugoslavi    |  | 1  | 2,22%  |
| necunoscută | necunoscută  |  | 0  | 0%     |